# Congregación de Nuestra Señora de Sion
La Congregación de Nuestra Señora de Sion (en francés: Congrégation de Notre-Dame de Sion, abreviado como N.D.S.) es una congregación religiosa fundada en 1843 por los hermanos Marie Theodor Ratisbonne y Marie-Alphonse Ratisbonne ambos de una familia judía en Estrasburgo y convertidos al catolicismo, el primero en 1827, el segundo en 1842. Consta de una rama femenina y una masculina (fundada en 1852) y su misión es "testimoniar en la Iglesia y en el mundo que Dios continúa siendo fiel en su amor al pueblo judío y apresurar el cumplimiento de las promesas que conciernen a los judíos y a los gentiles" (Constituciones, artículo 2).
Esta misión espiritual y esta vocación van de la mano con el deseo de convertir a los judíos al cristianismo, desde su fundación hasta la década de 1960. Uno de los episodios más significativos y dolorosos de esta orientación de NDS es el asunto de los niños. Finalmente, siguiendo las pautas del Vaticano justo después del Holocausto.
Tras el Concilio Vaticano II y la Declaración de Nostra Ætate, la vocación de NDS se vuelve muy diferente.  Ahora se trata de contribuir a la unión de las dos religiones, sin proselitismo, y al estudiar especialmente las raíces judías del Nuevo Testamento, así como el hebreo bíblico, el hebreo rabínico y el Talmud.  Luego se crea un departamento de enseñanza y documentación dentro de NDS, primero en Roma, luego en París, Londres y Madrid: el SIDIC (Servicio de Información y Documentación Judeo-Cristiana).
SIDIC trabaja en estrecha colaboración con el rabinato. En Francia, por ejemplo, el rabino jefe Jacob Kaplan, quien fue uno de los oradores principales de la conferencia Seelisberg, en la tradición del historiador Jules Isaac, fue una de las personalidades más cercanas de SIDIC. La AJCF (Amistad judeocristiana de Francia), fundada por Jules Isaac, otorga cada año un premio cuyo laureado es a menudo religioso o monja de NDS. Finalmente, SIDIC trabaja en asociación con la École Cathédrale de Paris, donde los religiosos de NDS imparten diferentes cursos: hebreo, tradición judía, judaísmo.

## Fundación

### Los Hermanos
Los hermanos Ratisbonne, que eran judíos, estaban siendo atraídos a aceptar el cristianismo. Para Theodore, esto se produjo a través de la conversión de varios amigos íntimos y los lentos resultados del estudio y la lectura. Fue bautizado en 1826 y ordenado en 1830.

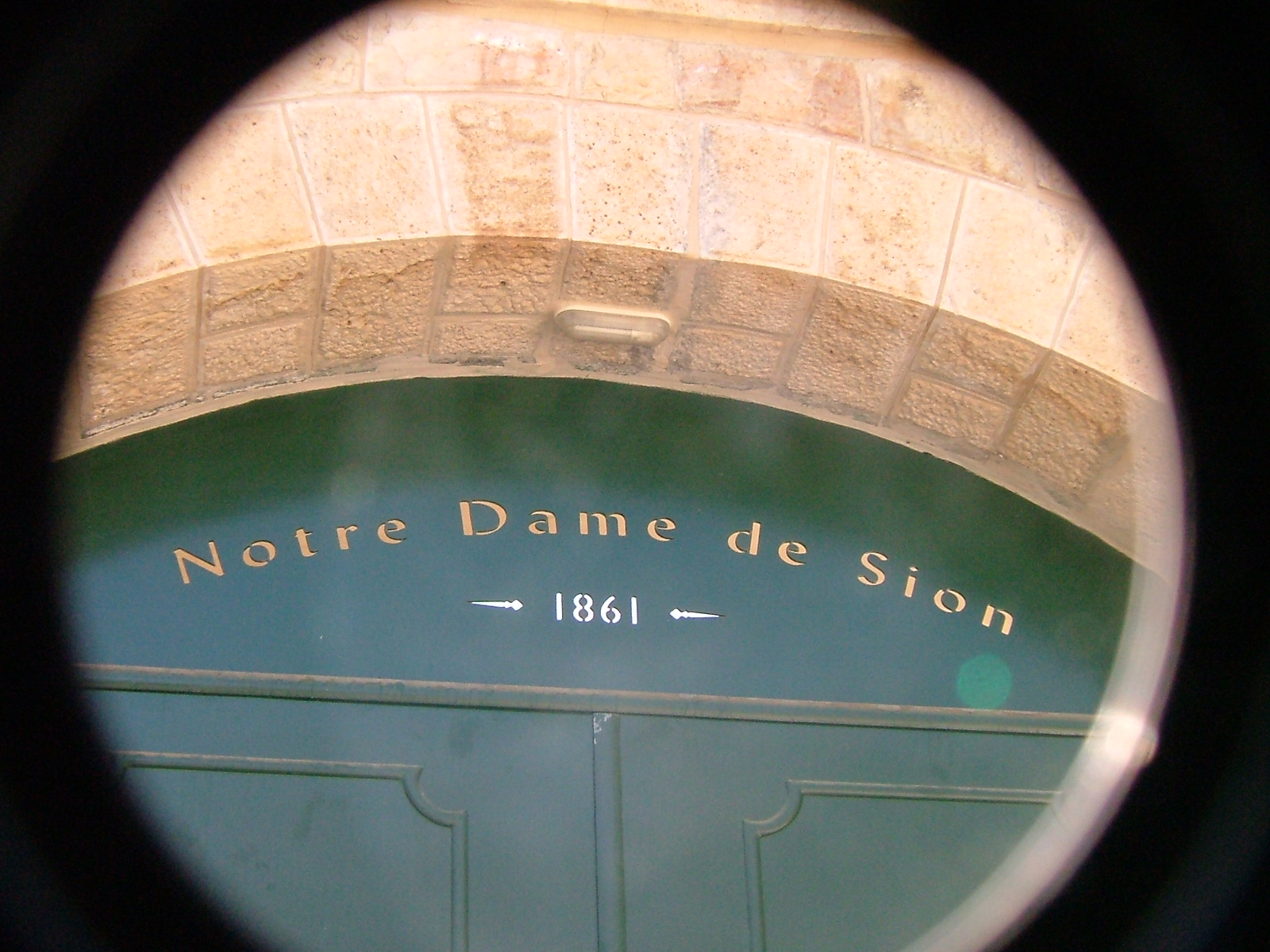
Inscripción en la puerta de Nuestra Señora de Sión, Ein Kerem, Jerusalén.

Alphonse, sin embargo, era más reacio a creer en Cristo. Esto cambió dramáticamente el 20 de enero de 1842 en el curso de un viaje a Roma, realizado justo antes de su boda planificada.  Durante una visita a la iglesia de Sant'Andrea delle Fratte, se le apareció la Santísima Virgen María.  Ambos hermanos creyeron que esto era una señal de Dios, no solo para la conversión personal de Alphonse, sino también de su llamado común a que sus hermanos judíos aceptaran la fe cristiana.

Con este fin, Alphonse fue bautizado y pronto ingresó a la Compañía de Jesús, donde pasó varios años.  En 1843, Theodore fundó una pequeña comunidad de mujeres que deseaban colaborar con él en la educación de niñas judías cuyos padres desean instruirlas en la fe católica, comenzando con dos hermanas judías que habían acudido a él para recibir orientación y luego se convirtieron al cristianismo. En 1850, con el permiso del Papa y del superior general jesuita, Alphonse dejó la Sociedad para unirse a su hermano y su trabajo. Juntos, los hermanos Ratisbonne establecieron la Congregación de los Padres de Nuestra Señora de Sion en 1852. 

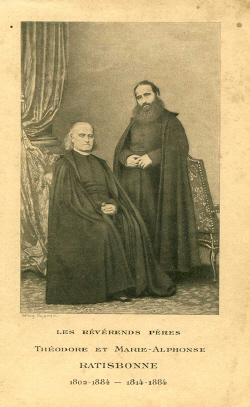
Hermanos Marie-Alphonse y Théodore Ratisbonne, fundadores de la Congregación de Notre-Dame de Sion, siglo XIX

En 1855, Alphonse se mudó a Tierra Santa, donde, en 1858, estableció el Convento del Ecce homo en el sitio de una iglesia en ruinas de ese nombre en la famosa Via Dolorosa para las Hermanas de la congregación. En los terrenos del convento, Ratisbona construyó un orfanato y una escuela vocacional que dirigían las hermanas. Estas instituciones estaban abiertas a todos los niños de la ciudad, independientemente de su credo. Una casa madre fue establecida en París para los Padres. En 1874, Alphonse comenzó la construcción del Monasterio de Ratisbonne, en un sitio que se encontraba en las afueras de Jerusalén, que era una escuela para niños. Ahora alberga una sucursal de la Universidad Pontificia Salesiana.
Después de la reorientación de las enseñanzas oficiales con respecto al judaísmo , los Padres cambiaron de un énfasis en la conversión de judíos a trabajar para fomentar la comprensión y el desarrollo de vínculos más profundos entre cristianos y judíos.  Hoy tienen comunidades en Francia, Israel, Costa Rica y Brasil.

### Las hermanas
Durante muchos años, la mayoría de las Hermanas fueron maestras en las escuelas de Sion en Francia y en Tierra Santa.  Más tarde se expandieron en el extranjero a las islas británicas y Australia.
Las hermanas fueron invitadas a Inglaterra por el cardenal Manning para ayudar con la expansión de la educación católica en el país.  Llegaron en 1860 y han tenido presencia en Inglaterra desde entonces. Luego establecieron una presencia en Australia con las primeras hermanas llegando en 1890.
Desde el Concilio Vaticano II, el trabajo de las Hermanas se ha expandido y desarrollado. Ahora hay una gran variedad de ministerios.  La congregación ahora tiene hermanas en 22 países de todo el mundo, con su Casa matriz general ubicada en Roma. Al igual que los Padres, lamentablemente las Hermanas ya no enfatizan la conversión, sino que se describen a sí mismas como trabajando para “mejorar las relaciones católico-judías y para dar testimonio del amor fiel de Dios por el pueblo judío”. 
Uno de sus miembros más conocidos de la Congregación fue Sœur Emmanuelle, NDS, (1908-2008) que trabajó en Estambul y El Cairo.

## Escuelas
- Our Lady of Sion College, Melbourne, Australia
- Catholic College, Sale, Victoria, Australia
- Our Lady of Sion School, Worthing, England
- Lycée Notre Dame de Sion Istanbul, Istanbul, Turquía
- Notre Dame de Sion School, Kansas City, Missouri, USA
- Colegio Nuestra Señora de Sion, Moravia, Costa Rica
- Colegio Notre Dame de Sion, Río de Janeiro, Brasil http://www.colegiosionrj.com.br Archivado el 13 de febrero de 2020 en Wayback Machine.